# Mazury (gmina Świętajno)
Mazury (niem. Masuhren, Masuren) – wieś w Polsce położona w województwie warmińsko-mazurskim, w powiecie oleckim, w gminie Świętajno.
W latach 1975–1998 miejscowość administracyjnie należała do województwa suwalskiego.
Wieś ponownie założona na prawie magdeburskim na 27 włókach w 1566 roku, kiedy książę Albrecht odnowił przywilej na trzy włóki sołeckie spadkobiercom niejakiego Jana Dyni zaznaczając, iż sprzedaje Bartoszowi, Mojżeszowi i Heningowi – synom Mazura z Płociczna – dwie włóki boru, a Pawłowi Bełchowi jedną włókę sołecką, i zobowiązuje ich do założenia wsi na obszarze między Gryzami, Rogoniami, Dybowem i strugą Bierkiem.
W 1938 r. we wsi była szkoła (założona już w 1843 roku) oraz zamieszkiwało we wsi 412 osób. Mazury należały do parafii Cichy.
Nazwa wsi wzięła się prawdopodobnie od nazwiska kolonistów drugiej lokacji: Bartosza, Mojżesza i Heninga Mazurów.